# Congrès national pour la liberté

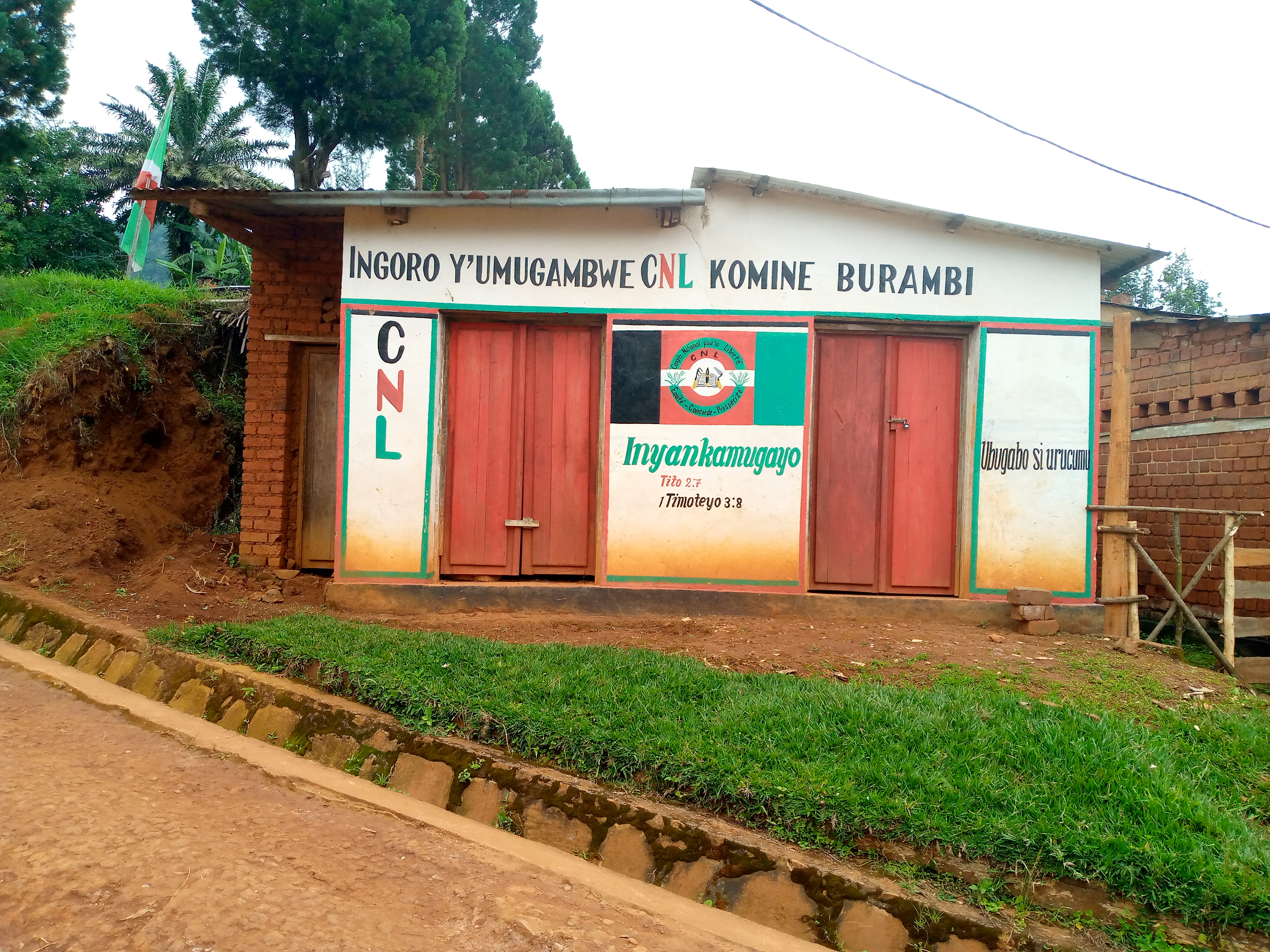
Permanence du CNL à Murago.

Le Congrès national pour la liberté (CNL) est un parti politique du Burundi.
Il est fondé par Agathon Rwasa sous le nom de Front national pour la liberté (FNL-Amizero Y'Abarundi) le 12 septembre 2018. Le parti change de nom à la suite du refus du gouvernement de l'enregistrer sous ce nom, et est officiellement agréé le 14 février 2020. En 2024, le président et fondateur du CNL est évincé de la présidence dans des conditions contestées et un président proche du pouvoir est choisi.

## Histoire
En mars et avril 2023, le congrès du CNL évince huit membres du bureau politique du parti opposés à Rwasa. En mai 2023, le ministère de l'Intérieur annule les décisions prises lors de ces congrès car elles ne sont pas faites selon les statuts du parti et demande l'organisation d'un nouveau congrès. Rwasa conteste la légalité de cette décision et y voit une manœuvre politique des CNDD-FDD au pouvoir. Le ministère suspend les activités du Conseil national pour la liberté,,.
En juillet 2023, un groupe de dix membres du bureau politique annoncent la destitution d'Agathon Rwasa de la présidence du parti et demandent au secrétaire général Simon Bizimungu d'assurer l'intérim à la présidence. Bizimungu conteste la légalité de la destitution.
En mars 2024, des membres du CNL opposés à Agathon Rwasa organisent un congrès extraordinaire du parti et le remplacent à la présidence par Nestor Girukwishaka, considéré comme proche du pouvoir. La tenue de ce congrès est contestée d'abord parce que la police burundaise arrête des membres du CNL, y compris des députés du parti, qui se rendaient à ce congrès. Rwasa critique aussi la légalité de l'organisation de ce congrès et une violation des statuts du CNL. Bizimungu dénonce aussi une « mascarade » organisée par le gouvernement,,. Les autorités burundaises reconnaissent Girukwishaka comme dirigeant officiel du CNL.
Après sa perte du contrôle du CNL, Rwasa et plusieurs de ses proches dont les députés Euphrasie Mutenzinka et Anatole Karorero quittent le CNL et rejoignent une coalition de l'opposition nommée « Un Burundi pour tous »,.

## Résultats

### Élections présidentielles
| Année | Candidat      | 1er tour  | 1er tour | 2d tour | 2d tour | Résultat |
| Année | Candidat      | Voix      | %        | Voix    | %       | Résultat |
| ----- | ------------- | --------- | -------- | ------- | ------- | -------- |
| 2020  | Agathon Rwasa | 1 084 788 | 25,15%   | -       | -       | Battu    |

### Élections législatives
| Année | Voix      | %     | Élus     | Rang |
| ----- | --------- | ----- | -------- | ---- |
| 2020  | 1 001 230 | 23,41 | 32 / 123 | 2e   |

### Élections sénatoriales
| Année | Voix | %     | Élus   | Rang |
| ----- | ---- | ----- | ------ | ---- |
| 2020  | 802  | 23,62 | 1 / 36 | 2e   |